# Sitio de Drépano

Situación de Drépano/Trapani en la costa siciliana, frente a las islas Egadas.

El sitio de Drépano fue un episodio militar de la primera guerra púnica que se llevó a cabo alrededor de 249 a 241 a. C. Drépano y Lilibea fueron dos bastiones navales cartagineses en el extremo occidental de Sicilia que fueron objeto de prolongados ataques romanos. Durante el inicio del asedio, la victoria naval de los cartagineses sobre la República romana en la batalla de Drépano destruyó el bloqueo naval romano y permitió a los cartagineses proveer apoyo a los dos puertos sitiados por el mar. El acceso por tierra a Drépano estuvo controlado por el monte Erix, disputado por ambos ejércitos, con los romanos finalmente prevaleciendo.
En 241 a. C., los romanos bajo Cayo Lutacio Cátulo habían reconstruido su flota e intensificado el sitio a Drépano obligando a los cartagineses a enviar una flota de apoyo. La flota cartaginesa fue interceptada y destruida por los romanos, en posesión de una nueva flota, durante la batalla de las Islas Egadas que puso fin a la primera guerra púnica.